# Kasper Povlsen
Kasper Povlsen (Randers, 26 settembre 1989) è un ex calciatore danese, di ruolo centrocampista.